# Тельпис, Георгий Христофорович
Тельпис, Георгий Христофорович (1 сентября 1938, с. Делень, Одесской области — 24 сентября 2012, Санкт-Петербург) — священник Русской православной церкви, протоиерей, кандидат богословия.
Библеист, заслуженный профессор, преподаватель Священного Писания Нового Завета и Экзегетики Соборных посланий в Санкт-Петербургской духовной академии.

## Биография
Родился 1 сентября 1938 года в селе Делены Одесской области.
В 1960 году окончил Одесскую духовную семинарию.
В 1964 году окончил Ленинградскую духовную академию с ученой степенью кандидата богословия.
С 1 сентября 1964 года начал преподавать Священное Писание Нового Завета в Ленинградских духовных школах.
8 октября 1964 года в Трапезном храме Свято-Троицкой Сергиевой лавры митрополитом Ленинградским и Ладожским Никодимом (Ротовым) был возведен в сан диакона.
На следующий день диакон Георгий в храме апостола и евангелиста Иоанна Богослова — домовом храме Ленинградской духовной академии и семинарии (ЛДАиС) митрополитом Никодимом был рукоположен во пресвитера.
В 1967 году был назначен деканом Факультета христианской африканской молодежи (позднее Факультет иностранных студентов) при ЛДАиС и находился на этой должности до 1974 года.
В 1976—1977 годах был секретарем Ученого совета Ленинградских духовных школ.
В 1974 году ректором академии архиепископом Выборгским Кириллом, ныне Святейшим Патриархом Московским и всея Руси, был назначен старшим помощником инспектора и исполнял это послушание целых 12 лет.
С 12 марта 1986 года по 12 августа 1992 года — был инспектором Ленинградских духовных академии и семинарии.
26 января 1988 году утвержден в звании доцента.
25 января 1994 году вновь был назначен инспектором ЛДАиС и нёс это послушание до 2001 года.
В 1996 году протоиерею Георгию Тельпису было присвоено звание профессора.
В 2011 году — присвоено звание заслуженного профессора.
Скончался 24 сентября 2012 года в присутствии родственников, накануне причастившись.
27 сентября 2012 года в храме апостола и евангелиста Иоанна Богослова, ректор СПбПДА епископ Гатчинский Амвросий (Ермаков) в сослужении священнослужителей совершил торжественное отпевание священническим чином протоиерея Георгия Тельписа, после чего состоялось его погребение на Никольском кладбище Александро-Невской лавры.

## Награды
- Награждён орденом прп. Сергия Радонежского.
- Награждён орденом свт. Макария, митрополита Московского.

## Публикации
- Павел Пантелеимонович Игнатов [доцент ЛДА] // Журнал Московской Патриархии. 1966. — № 12. — С. 42-45.
- Встречи с малагасийскими друзьями // Журнал Московской Патриархии. 1968. — № 5. — С. 50-53.
- Празднование юбилейной даты [пятидесятилетнего юбилея Патриарших общин в Финляндии] // Журнал Московской Патриархии. 1977. — № 6. — С. 7-11; № 7. — С. 6-11.
- «Нравственные основы христианского брака» (магистерский диспут доцента ЛДА А. М. Матвеева) // Журнал Московской Патриархии. 1977. — № 11. — C. 13-15.
- Магистерский диспут в Ленинградской духовной академии [аббы Петра Тефери Ияссу «Опыт исследования богословских причин возникновения двух различных направлений в христологии (халкидониты и нехалкидониты) и попыток преодоления возникшего разделения»] // Журнал Московской Патриархии. 1978. — № 10. — С. 62-64.
- Митрополит Ленинградский и Новгородский Антоний — почетный член ЛДА // Журнал Московской Патриархии. 1979. — № 9. — С. 15.
- Отчет о состоянии СПбДАиС за 1997/98 учебный год // Христианское чтение. 1999. — № 17. — С. 5-20. (соавтор: прот. В. Стойков)